# نيفيل ميلر (سياسي)
نيفيل ميلر (بالإنجليزية: Neville Miller)‏ هو سياسي أمريكي، ولد في 17 فبراير 1894 في لويفيل في الولايات المتحدة، وتوفي في 27 مارس 1977 في واشنطن العاصمة في الولايات المتحدة.